# Apomecyna rufipennis
Apomecyna rufipennis är en skalbaggsart som beskrevs av Maurice Pic 1935. Apomecyna rufipennis ingår i släktet Apomecyna och familjen långhorningar. Inga underarter finns listade i Catalogue of Life.